# آندریفکا (داغستان)
آندریفکا (به لاتین: Andreyevka) یک منطقهٔ مسکونی در روسیه است که در داغستان واقع شده‌است.